# (4741) Leskov
(4741) Leskov (1985 VP3) – planetoida z pasa głównego asteroid okrążająca Słońce w ciągu 5,79 lat w średniej odległości 3,22 j.a. Odkryta 10 listopada 1985 roku.